# Borisoglebskij rajon (Oblast' di Jaroslavl')
Il Borisoglebskij rajon (in russo Борисоглебский район?) è un rajon dell'Oblast' di Jaroslavl', nella Russia europea; il capoluogo è Borisoglebskij. Ricopre una superficie di 1.750 chilometri quadrati.